# Bassin Bleu
Bassin Bleu, (en créole: Basenble) es un sitio natural situado en el oeste de Jacmel, Haití. Se trata de una serie de cuencas a lo largo del pequeño río de Jacmel.
Ubicado en las montañas 12 kilómetros al noroeste de Jacmel, Bassin Bleu es una serie de tres piscinas azul cobalto unidas por cascadas que forman uno de los más bonitos hoyos de natación en Haití. 

## Acceso
Para acceder al sitio, hace falta que ir en dirección de La Vallée desde Jacmel, y después Bassin-Bleu. Desde el pueblito de Bassin-Bleu, el camino hasta al sitio se hace en pie.
El acceso está muy difícil. Se trata de un camino sinuoso en las montañas que permite acceder al sitio.

## Cuencas
El sitio se compone de cuatro cuencas:
- bassin Cheval, 9 pies de profundidad que corresponde a 2.7 metros
- bassin Yes, 15 pies de profundidad que corresponde a 4.6 metros
- bassin Palmiste, 57 pies de profundidad que corresponde a 17.4 metros
- bassin Clair, el más popular, 75 pies de profundidad que corresponde a 22.8 metros

Esta última cuenca es el más espectacular, con una cascada de 10 metros que se hace en una piscina de agua turquesa.